# Inkallelse
Inkallelseorder ges till den som vid mönstring har placerats i militär eller civil grundutbildning eller i utbildningsreserven.

## Sverige
Inkallelseordern har i Sverige stöd i lag (1994:1809) om totalförsvarsplikt och i förordning (1995:238) om totalförsvarsplikt. Om vägran till inställelse görs kan allmänt åtal väckas enligt 5 kap 7 § lag (1994:1809) om totalförsvarsplikt.
Sedan Sverige avskaffade allmän värnplikt 1 juli 2010 utfärdas inte längre några inkallelser, men lagen om totalförsvarsplikt gör det fortfarande är möjligt att utfärda inkallelser efter beslut av regeringen.